# Santa Cruzeilanden
De Santa Cruzeilanden zijn een eilandengroep die thans de provincie Temotu van de Salomonseilanden uitmaken. De eilanden liggen net ten noorden van de Vanuatuarchipel. Het regenwoud op de eilanden wordt gerekend tot de Vanuaturegenwoud-ecoregio.
Het grootste eiland in de groep is Nendö (oppervlak 505,5 km², hoogste punt 549 m, inwonertal > 5000) gevolgd door Vanikoro (oppervlak 173,2 km², hoogste punt 924 m, inwonertal 800 en in feite bestaande uit 2 eilandjes, Banie en Tevai) en Utupua (oppervlak 69 km², hoogste punt 380 m, inwonertal 300). De grootste stad op de Santa Cruzeilanden is Lata op Nendö, de hoofdplaats van de provincie Temotu.
De Santa Cruzeilanden zijn minder dan 5 miljoen jaar oud. Ze zijn gevormd door tektonische activiteit van de Australische plaat die onder de Pacifische plaat schuift. De eilanden bestaan hoofdzakelijk uit kalksteen en vulkanische as.
De naam Santa Cruzeilanden wordt soms nog gebruikt om de provincie Temotu aan te duiden.
In de Tweede Wereldoorlog werd er de Zeeslag bij de Santa Cruzeilanden geleverd.